# Epifanio Portela
Epifanio Portela (Buenos Aires, 29 de mayo de 1855 - Roma, 11 de abril de 1916) fue un periodista, diplomático y político argentino, que ejerció brevemente como Ministro de Relaciones Exteriores de su país durante el año 1910; fue embajador de la Argentina en Brasil, Chile, España, Italia y los Estados Unidos.

## Biografía
Era hijo del médico Ireneo Portela, amigo personal de Bartolomé Mitre. Estudió en la Universidad de Buenos Aires, aunque no llegó a completar sus estudios. En su juventud se dedicó a la literatura y el periodismo, publicando artículos en La Tribuna, El Nacional y La Nación.
En abril de 1885 asumió como diputado nacional por la provincia de Buenos Aires, siendo reelegido al año siguiente. Continuó en su cargo hasta el año 1890. Fue ministro de gobierno del gobernador Julio Costa en ese mismo año, y presentó su renuncia pocos días antes de la Revolución del Parque.
En 1892 fue presidente del Banco Nacional, en proceso de ser transferidos sus activos residuales al Banco de la Nación Argentina, del cual era también director.
Ejerció interinamente el cargo de Ministro de Relaciones Exteriores durante la presidencia de Luis Sáenz Peña, con lo que comenzó una fructífera carrera diplomática. En 1895 fue nombrado embajador en Brasil, período durante el cual participó en la cuestión de límites del Territorio Nacional de Misiones con ese país, que fue saldado con el laudo arbitral del año 1895 del presidente Stephen Grover Cleveland, que fue desfavorable a su país. En octubre de 1898 firmó el tratado que establecía los límites entre ambos países, de acuerdo al resultado del arbitraje.
En 1898 fue trasladado a Chile, donde tuvo a su cargo el manejo diario de las gestiones que desembocaron en los Pactos de Mayo, que cerraron la mayor parte de las disputas limítrofes entre ambos países. En 1903 publicaría una extensa memoria llamada Argentina-Chile; apuntes diplomáticos.
Poco antes de la firma del tratado con Chile, Portela había sido transferido como embajador a España, donde se quejó por la imposición de normas proteccionistas por parte del gobierno español. Fue el delegado de su país al Congreso Panamericano de 1906, celebrado en Río de Janeiro, y ese mismo año pasó como embajador a los Estados Unidos.
En 1910 asumió como Ministro de Relaciones Exteriores y Culto del presidente Roque Sáenz Peña, pero renunció dos meses más tarde. En 1911 fue nombrado embajador en Suiza e Italia, con sede en Roma.
Falleció en la ciudad de Roma en abril de 1916.